# Иван Урумов (режисьор)
Иван Бончов Урумов е известен български театрален режисьор. Работи в Театър „Българска армия“.
Иван Урумов е роден в град София на 28 юли 1969 г. Негов баща е Бончо Урумов, работил в престижни театри в България, създател на Младежката театралната студия „Бончо Урумов“ към театър „Сълза и смях“. По настоящем театралната работилница се помещава в Народно читалище „Славянска беседа“, а Иван Урумов е един от нейните художествени ръководители. Завършил е ВИТИЗ „Кръстьо Сарафов“ със специалност „Театрална режисура“.

## Постановки вТеатър „Българска армия“
| Режисьор-постаовчик и актьор | Режисьор-постаовчик и актьор | Режисьор-постаовчик и актьор |
| Заглавие                     | Автор                        | От                           |
| ---------------------------- | ---------------------------- | ---------------------------- |
| В очакване на Годо           | Самюъл Бекет                 | 2022                         |
| Маркиз дьо Сад               | Дъг Райт                     | 2021                         |
| Черна комедия                | Питър Шафър                  | 2017                         |
| Отело                        | Уилям Шекспир                | 2017                         |
| Писмо до Касандра            | Педро Ейраш                  | 2017                         |
| Чиста къща                   | Сара Рул                     | 2015                         |
| Бандитска опера              | Джон Гей                     | 2014                         |
| Швейк                        | Ярослав Хашек                | 2014                         |
| Да разлаем къчетата          | Емил Атанасов                | 2014                         |
| Операцията                   | Иво Сиромахов                | 2013                         |

## Постановки вСатиричен театър „Алеко Константинов“
| Режисьор-постаовчик и актьор | Режисьор-постаовчик и актьор | Режисьор-постаовчик и актьор |
| Заглавие                     | Автор                        | От                           |
| ---------------------------- | ---------------------------- | ---------------------------- |
| Календарни момичета          | Тим Фърт                     | 2010                         |

## Награди
- Награда „МаксиМ“ за мюзикъла Бандитска опера (2014)[1]
- Награда „Икар“ (2015)[1]
- Награда „Аскеер“ (2015)[1]